# Leptanthura coralliophila
Leptanthura coralliophila är en kräftdjursart som beskrevs av Müller 1992. Leptanthura coralliophila ingår i släktet Leptanthura och familjen Leptanthuridae. Inga underarter finns listade i Catalogue of Life.